# Pseudohydnum gelatinosum
Pseudohydnum gelatinosum (Giovanni Antonio Scopoli, 1772 ex Petter Adolf Karsten, 1868), sin. Tremellodon gelatinosus (Giovanni Antonio Scopoli, 1772 ex Elias Magnus Fries, 1874), din încrengătura Basidiomycota în ordinul Auriculariales (apartenența la o familia este necertă în prezent) și de genul Pseudohydnum, este o specie saprofită de ciuperci comestibile, cunoscută în popor sub numele tremurici sau urechiușe. Buretele se dezvoltă în România, Basarabia și Bucovina de Nord, crescând în grupuri (deseori exemplarele sunt îngrămădite unul în altul), extrem de rar solitare, pe trunchiuri morți de rășinoase, câteodată și de foioase, acoperiți de mușchi, dar de asemenea pe bucățele de lemn împrăștiate pe sol, în păduri umede de conifere, de la deal la munte, din (iulie) august până în noiembrie (decembrie).

## Descriere

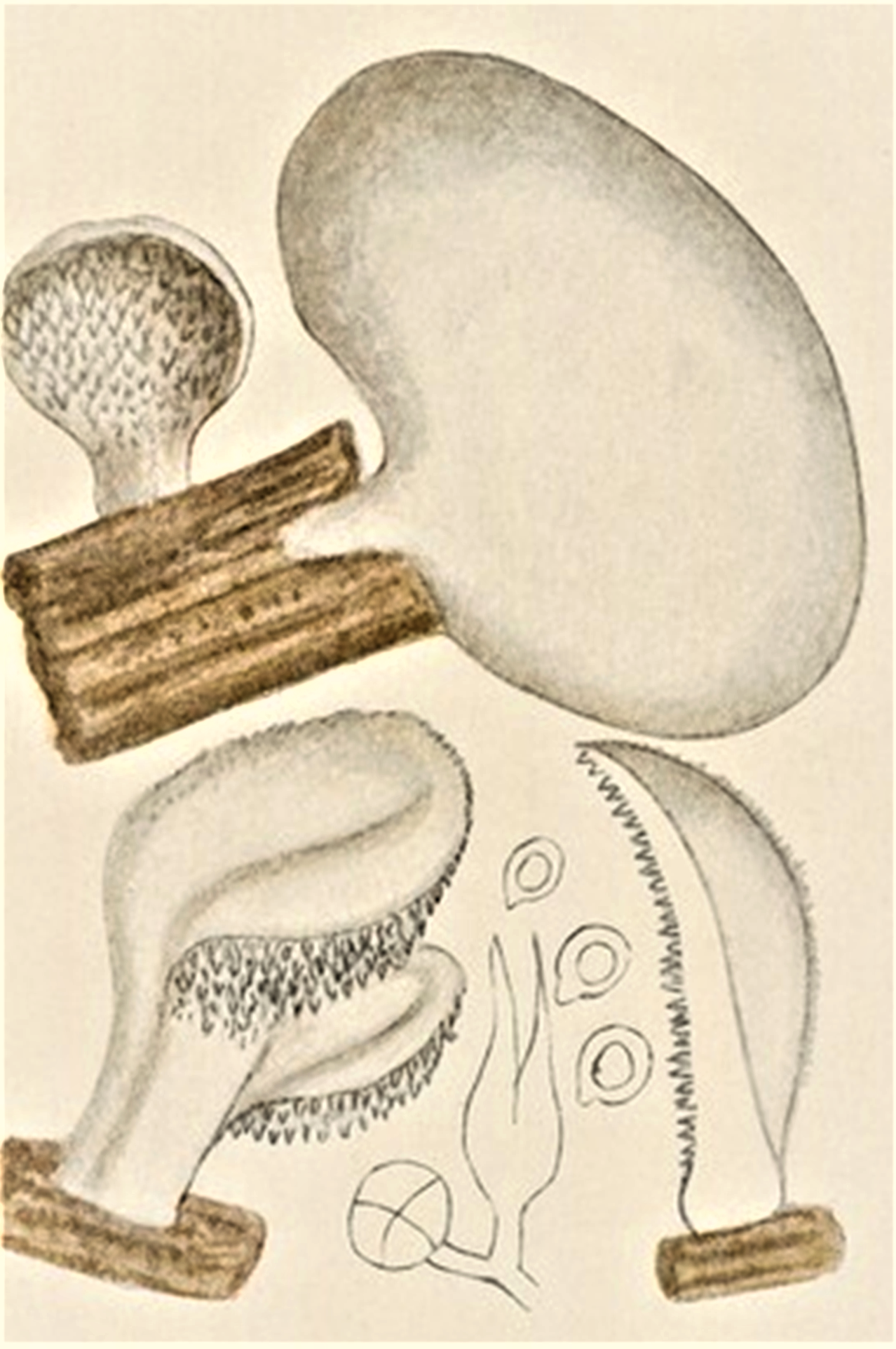
Bres.: T., f. alba

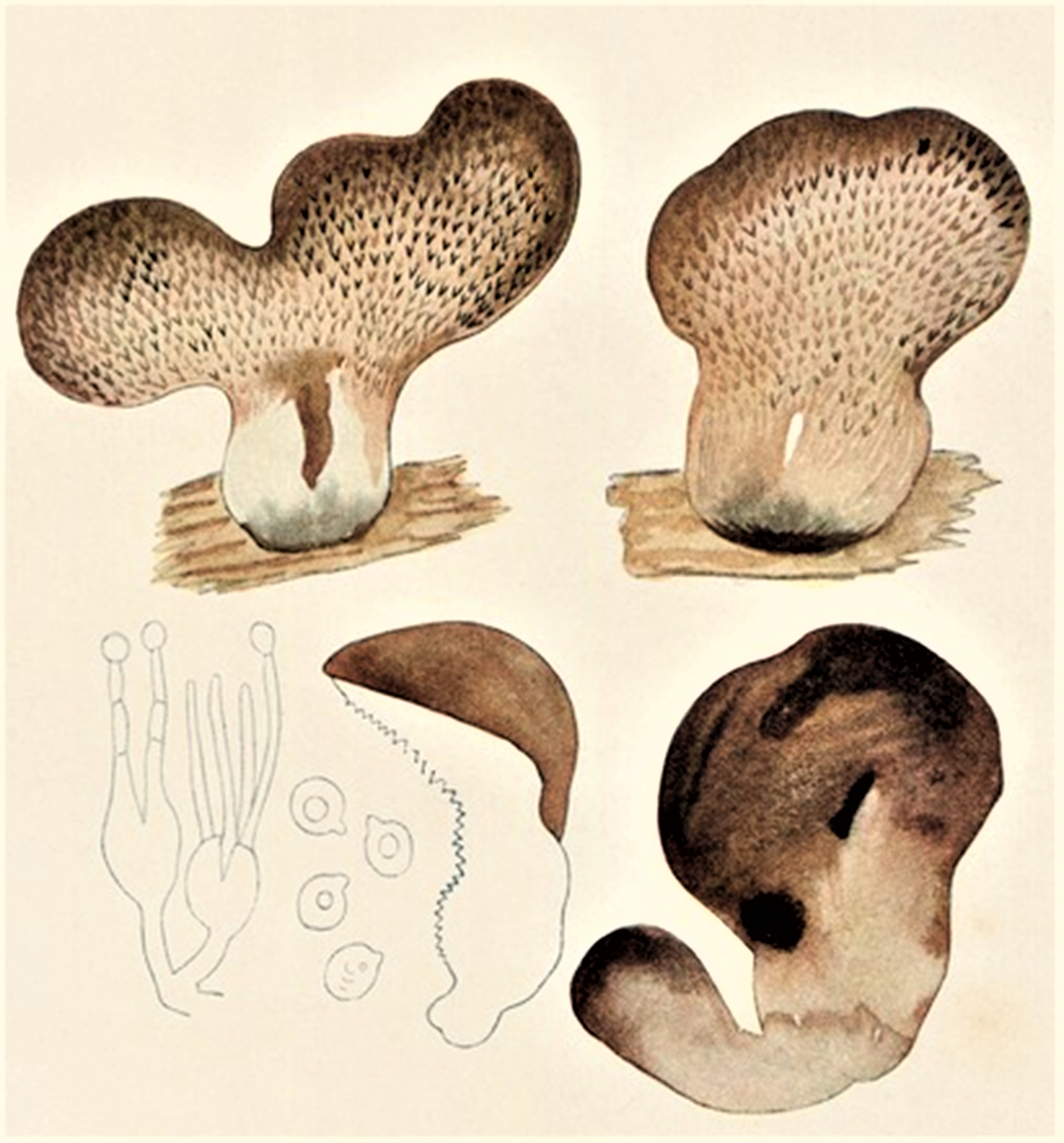
Bres.: T., f. flava

- Pălăria: are o mărime maximală (în lungime sa latitudine) de 3-8 cm inițial ovoidală apoi cu formă de semicerc, consolă sau scoică. Ea este cărnoasă cu o grosime de 1-1,5 cm (spre picioruș până la 5 cm),[6]), gelatinoasă și translucidă, suprafața fiind adesea neregulată. Cuticula este fin granulat-verucoasă, având un colorit care variază de la alb peste alb cu nuanțe de albăstrui sau verde ca marea până la maroniu.
- Himenoforul: nu are lamele ci spini (țepi). Ei lipsesc în tinerețe, sunt la maturitate deși, egali, moi, gelatinoși, tremurători, translucizi ca pălăria și au o lungime de 1-4 mm. Culoarea este, și la forme colorate, albă.
- Piciorul:  lipsește câteodată. Dacă se dezvoltă, este foarte scurt și destul de gros, albui, din când în când cu tonuri brune și brumat, fiind aderat lateral la substrat, rar central.
- Carnea: este cărnoasă și gelatinoasă, fiind de culoare exteriorului, la ciuperci cu cuticulă maronie, albuie. Mirosul este slab, gustul la exemplare tinere plăcut, poate ceva deosebit. Aproape niciodată este năpădită de viermi.
- Caracteristici microscopice: are spori destul de mici, netezi, hialini (translucizi), rotunzi până ovoidali și au o mărime de 5-7 x 5-6 microni. Pulberea lor este albă.[3][4][5]

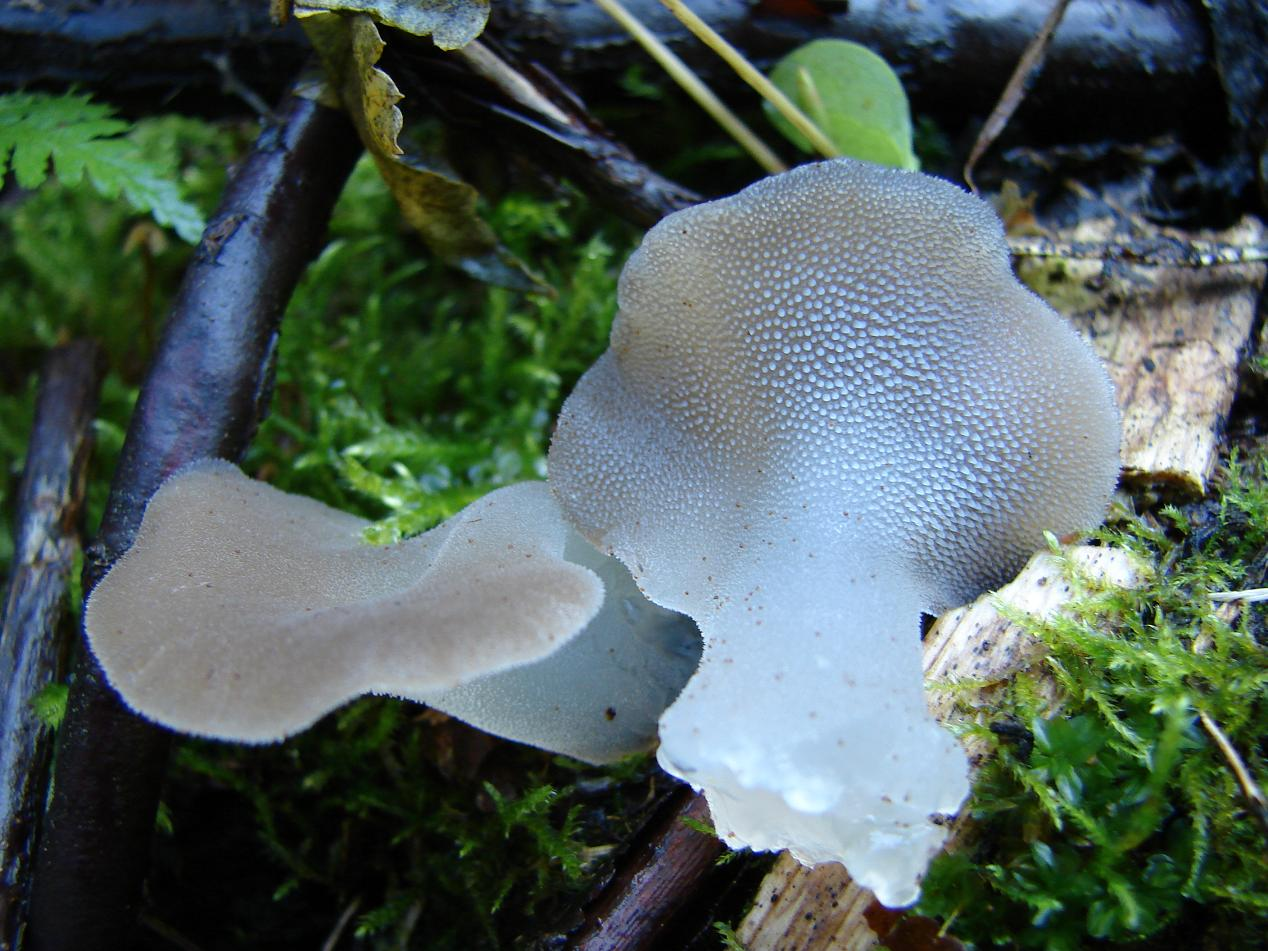
P. gelatinosum verde de mare
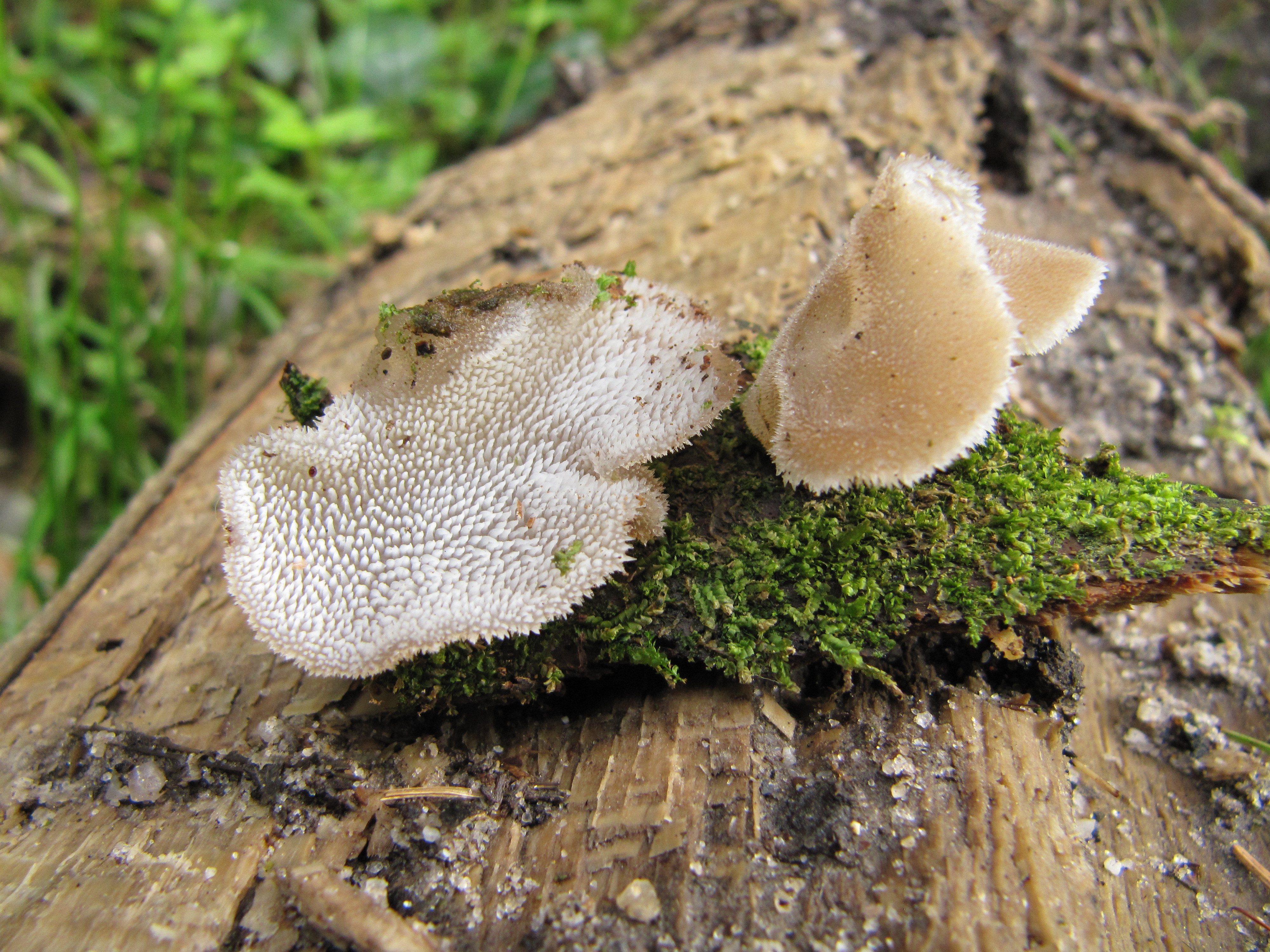
P. gelatinosum maroniu
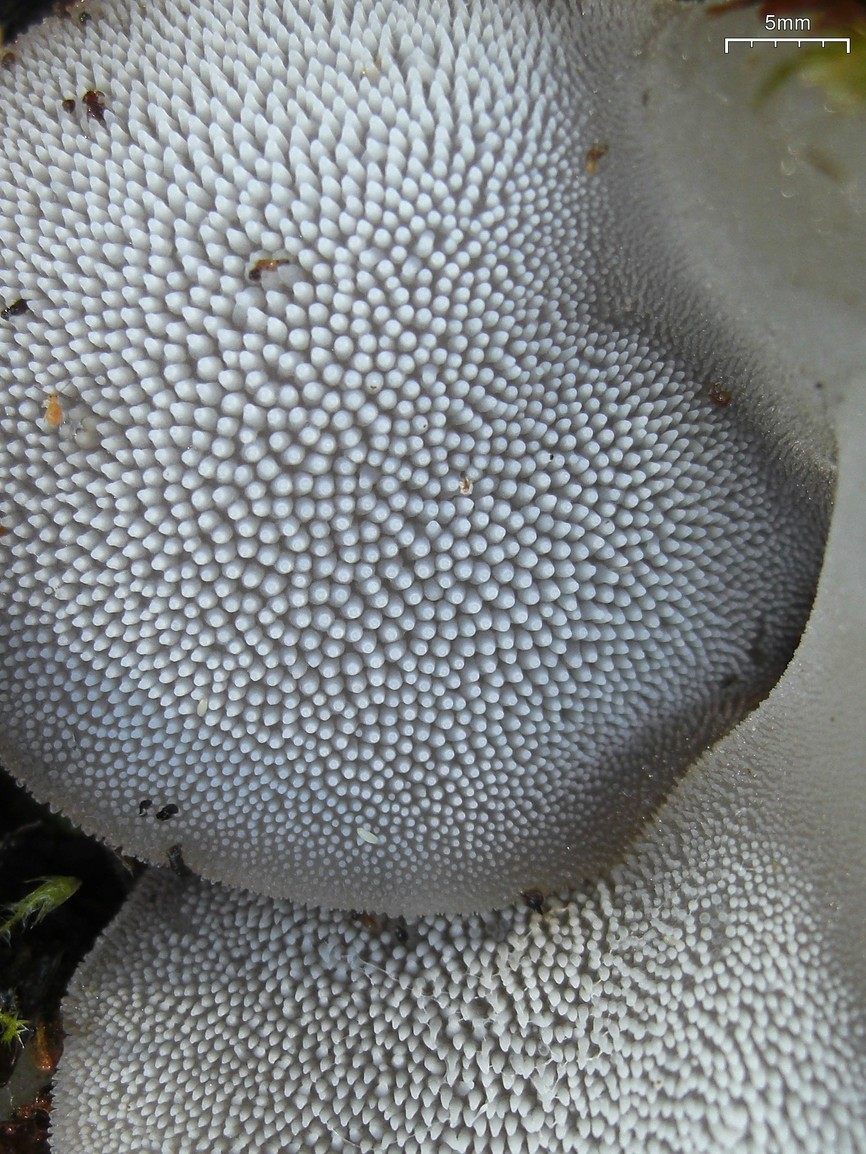
P. gelatinosum, țepi
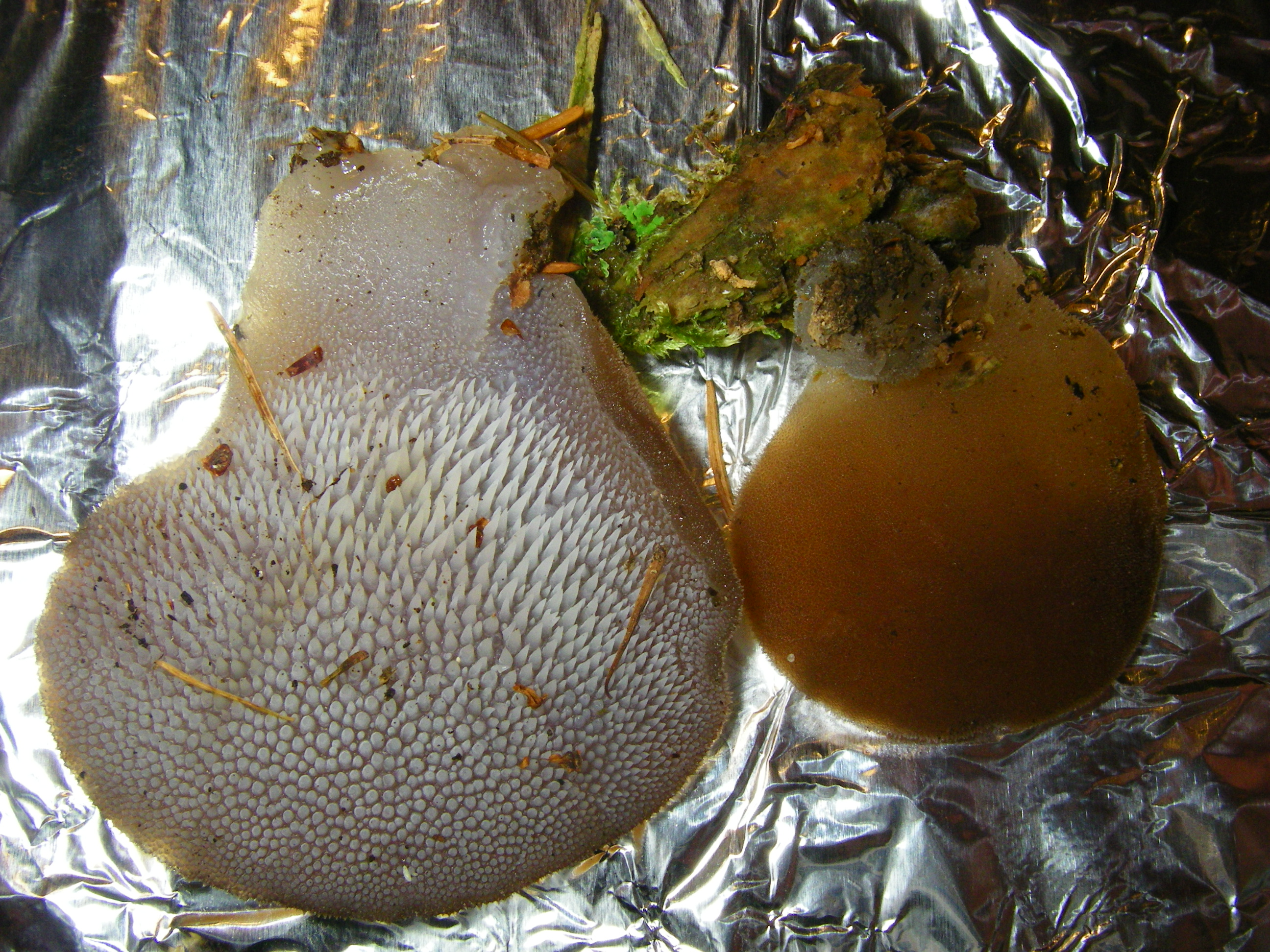
P. gelatinosum, picioruș și țepi
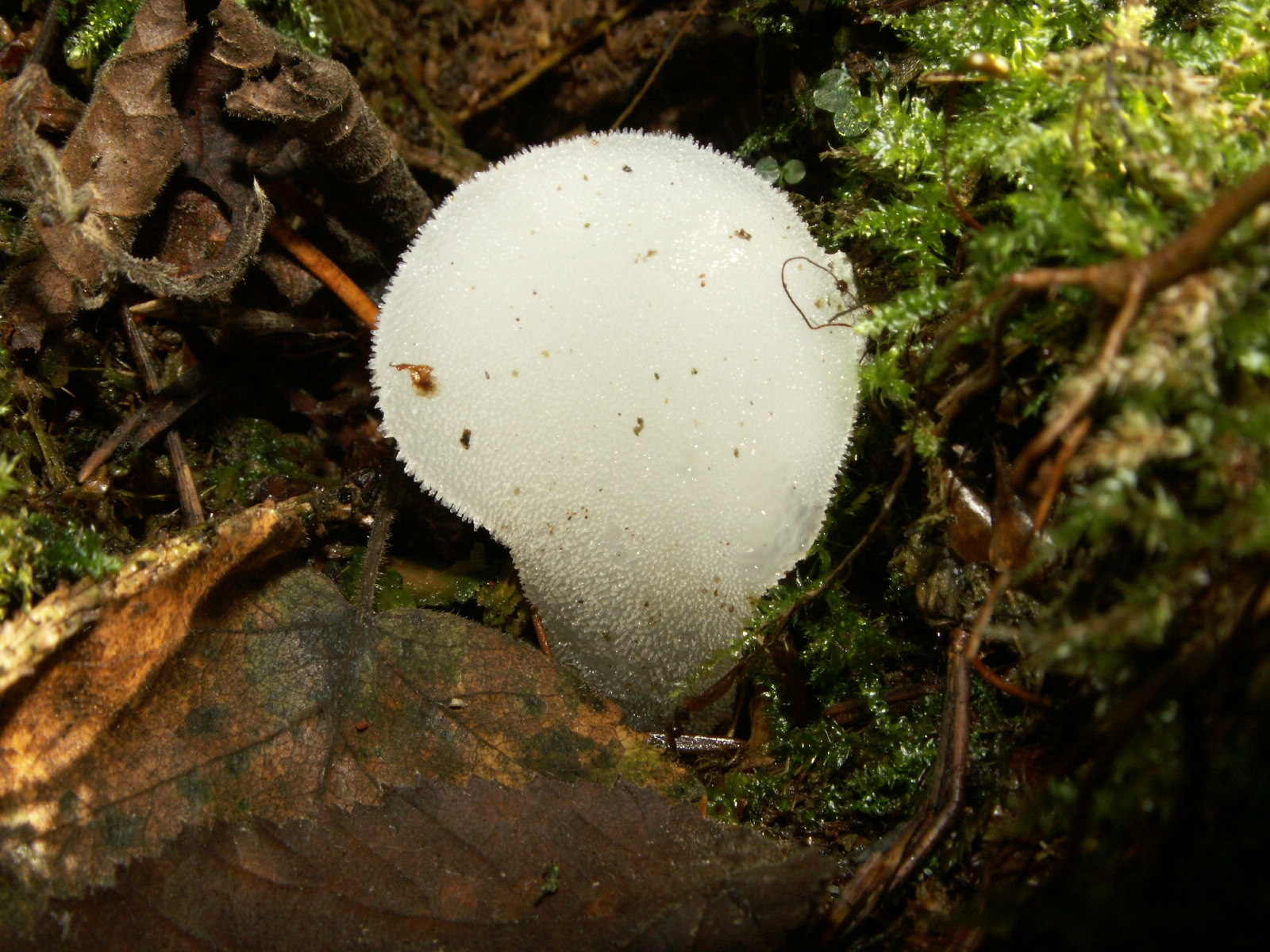
P. gelatinosum tânără
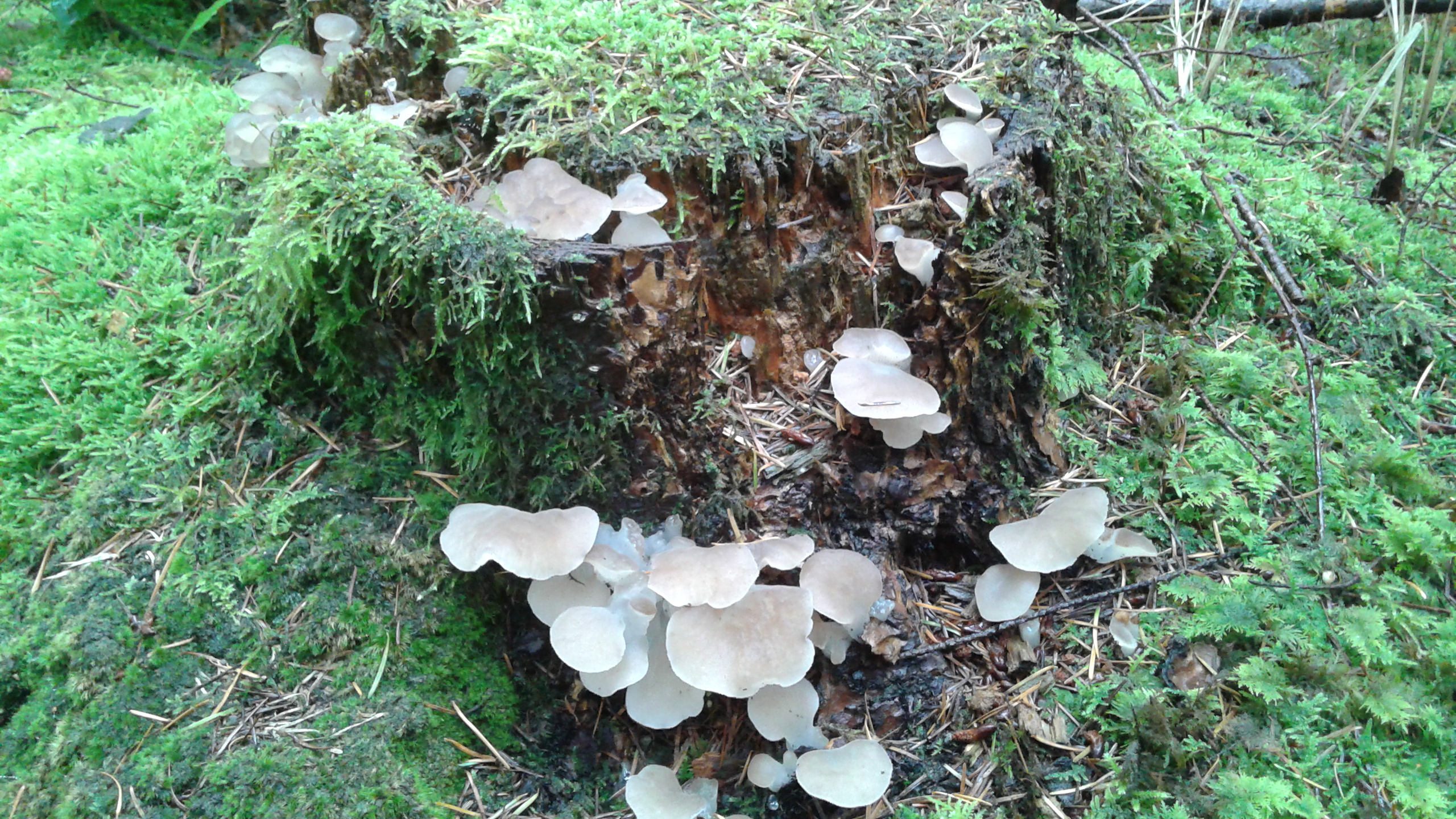
P. gelatinosum, grup

## Confuzii
Acest burete este greu de confundat, în stadiu tânăr de exemplu cu Exidia cartilaginea (necomestibil) sau Exidia thuretiana (necomestibil), mai târziu cu Hericium cirrhatum (comestibil), Hydnum albidum (comestibil) sau Hydnum coralloides (comestibil)..

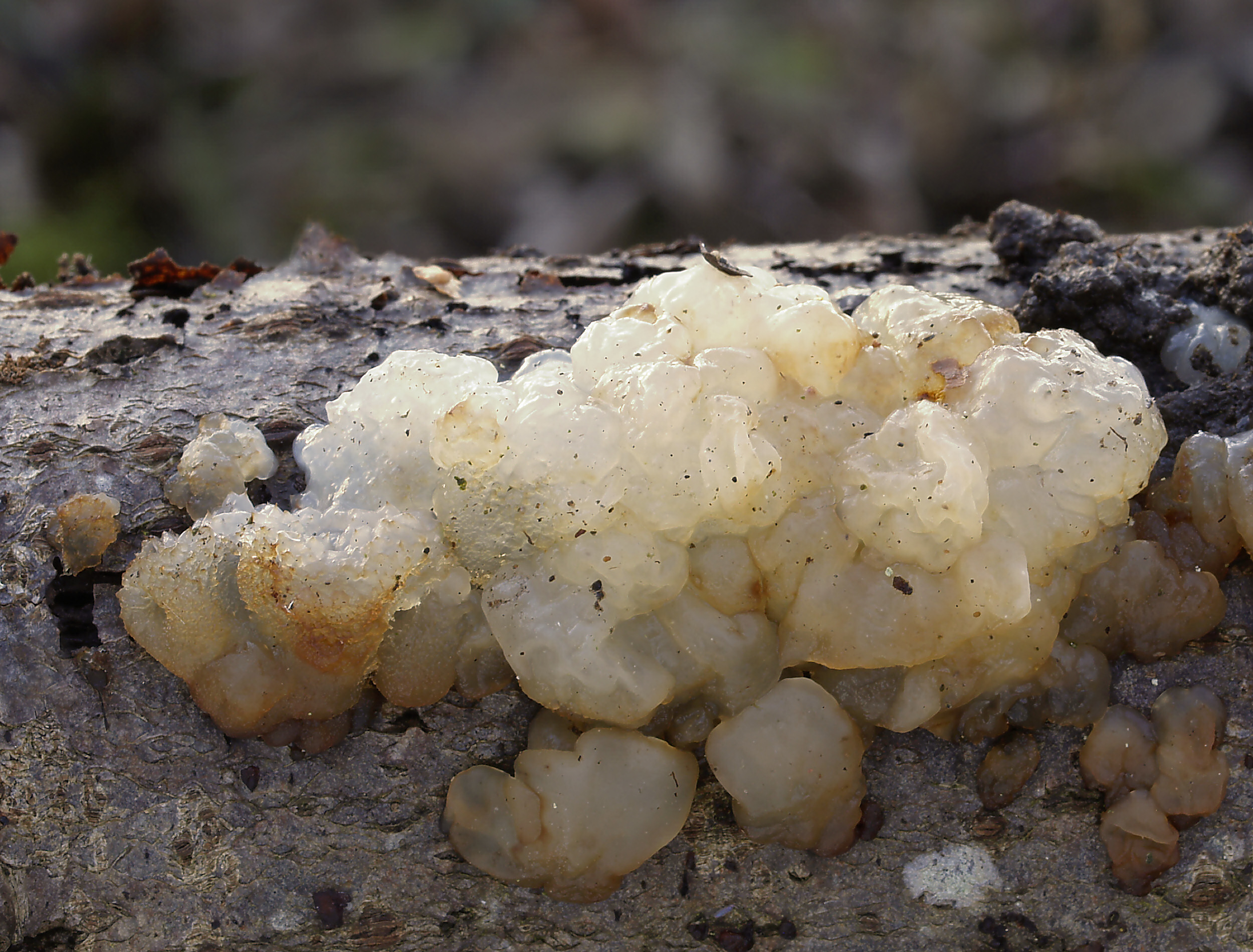
!Exidia cartilaginea!
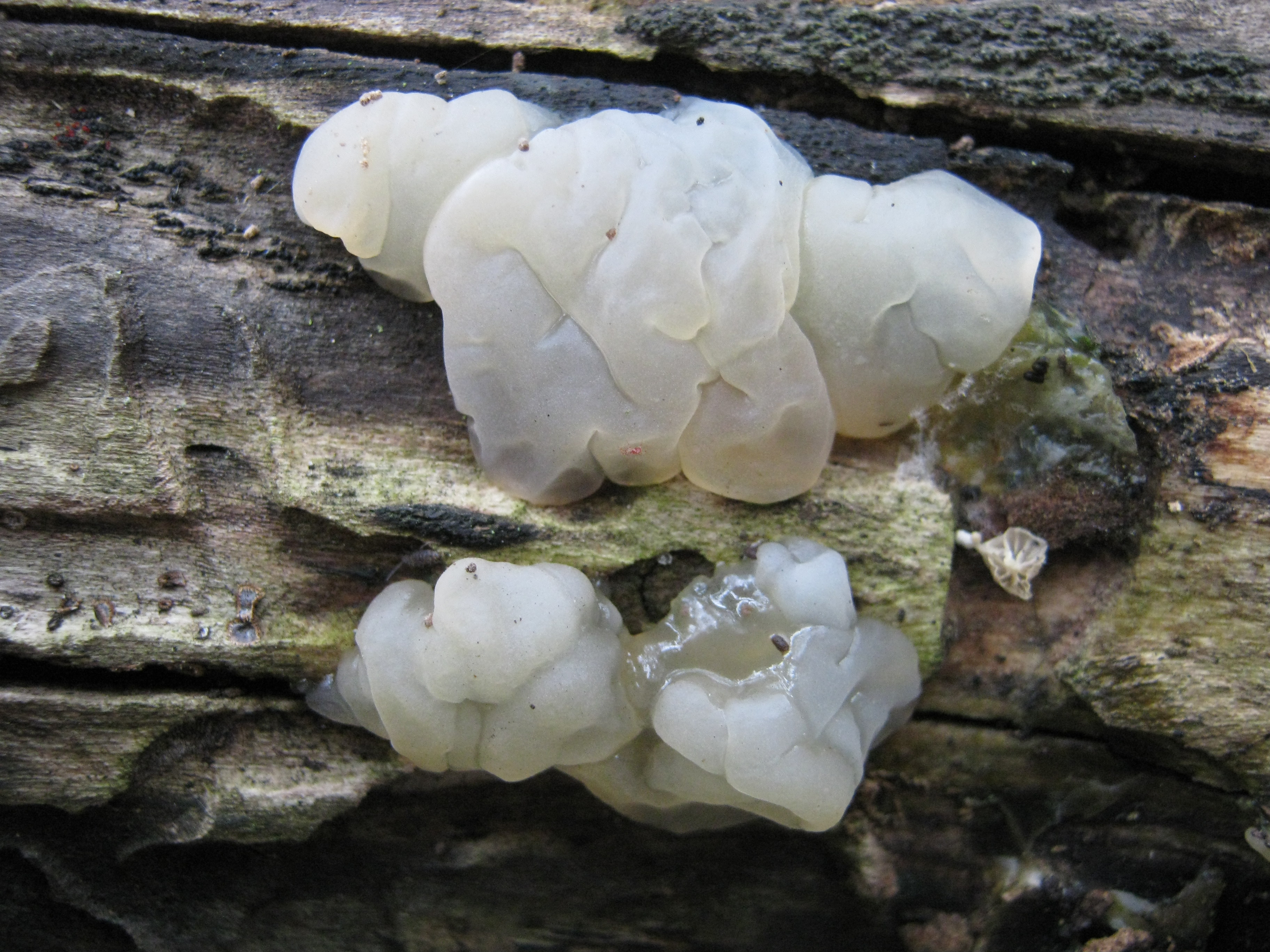
!Exidia thuretiana!
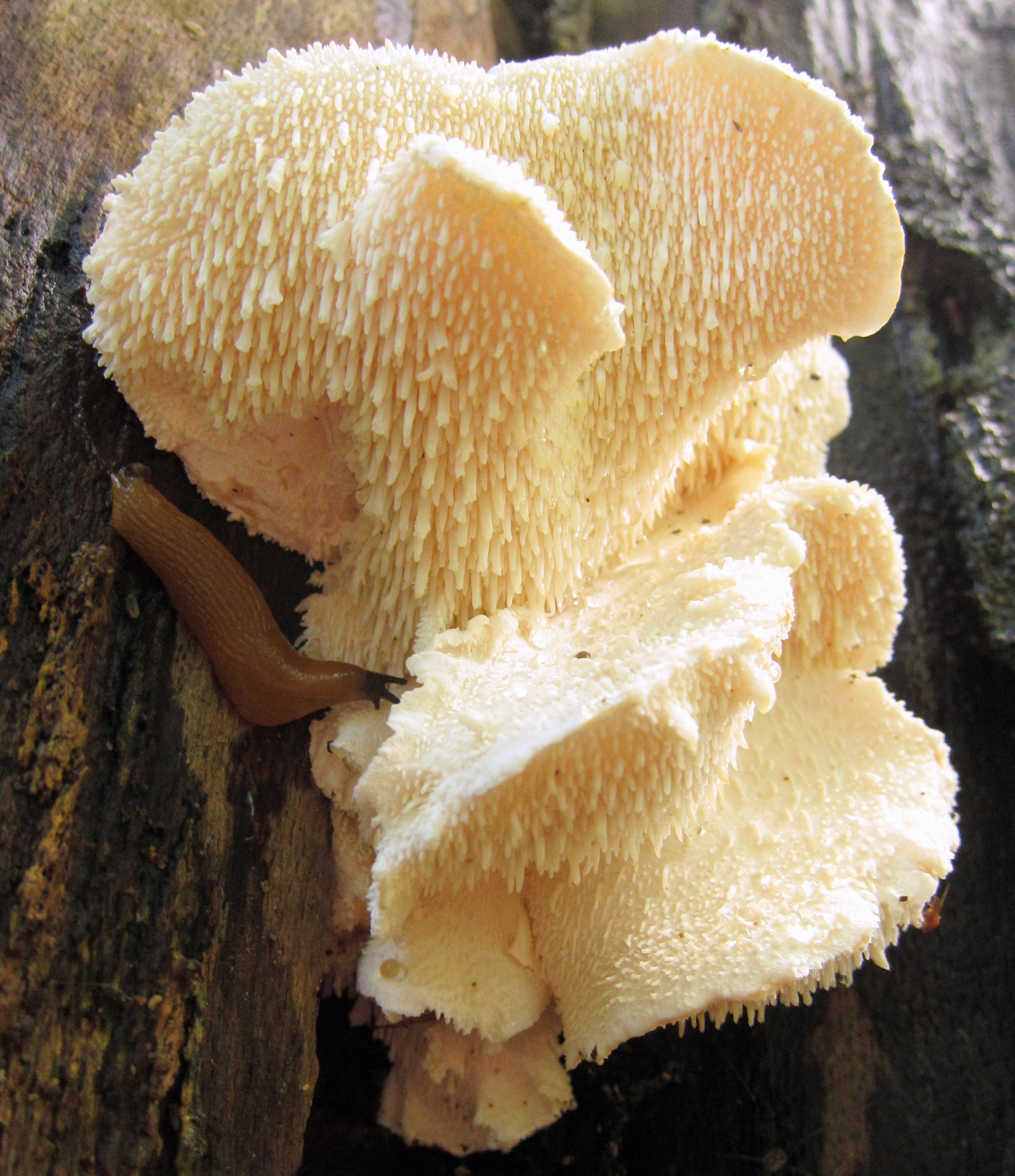
Hericium cirrhatum
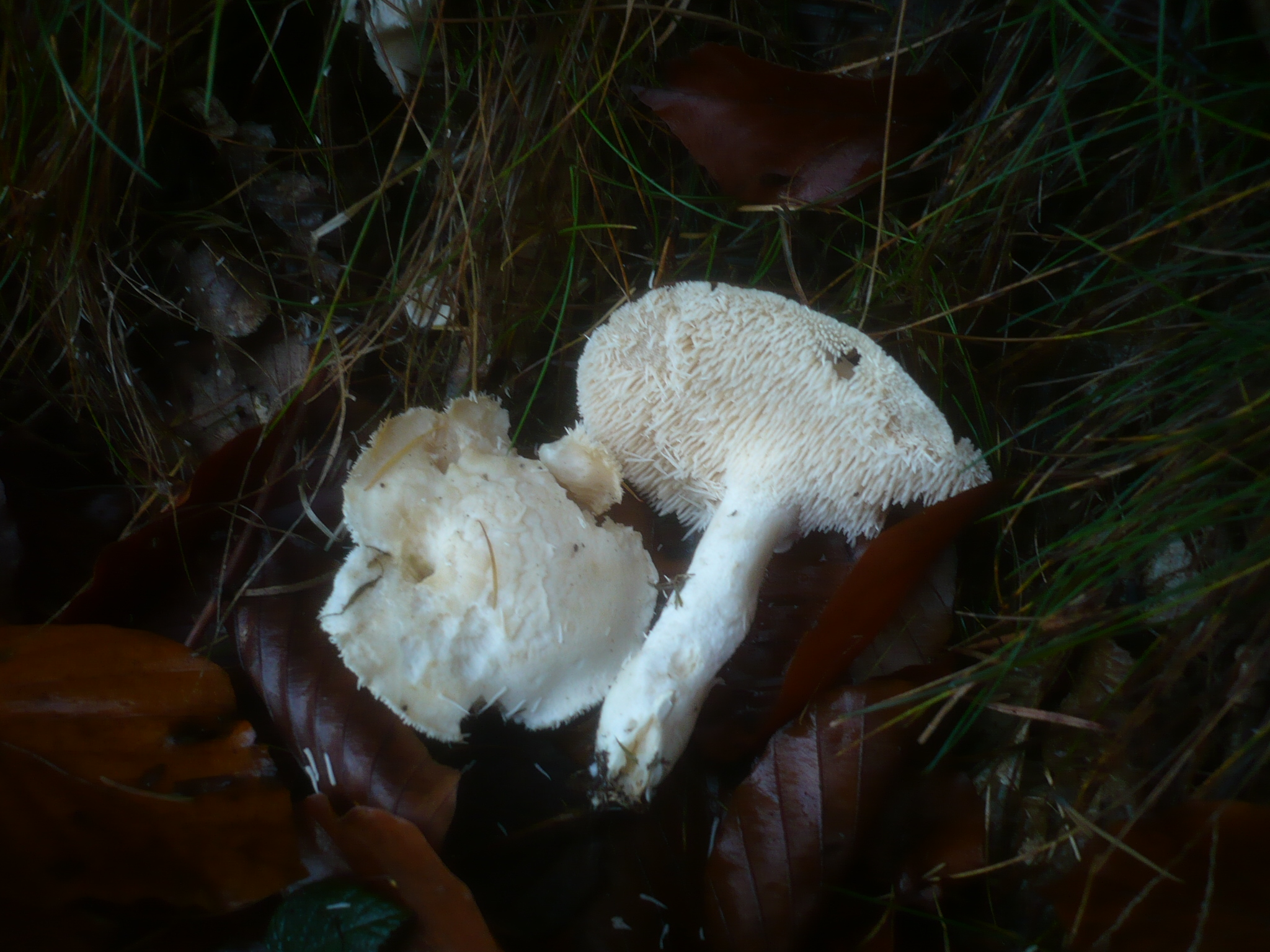
Hydnum albidum
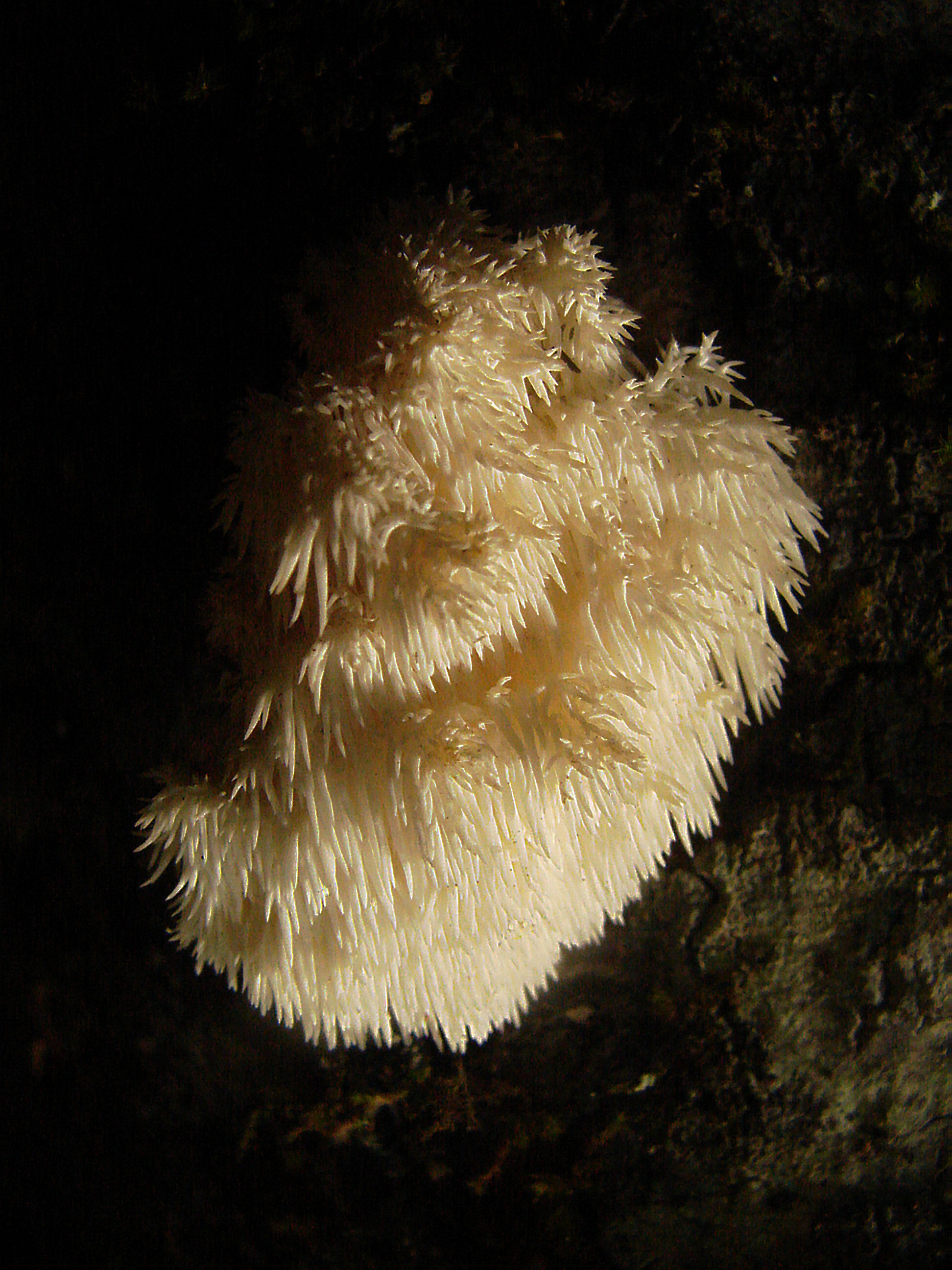
Hydnum coralloides

## Valorificare
Tremuricii nu au valoare mare fierți, ci sunt delicioși mâncați cruzi, fiind adăugați la o salată sau într-o supä în stil asiatic, atunci numai puțin încălziți. Aceste ciuperci nu se pot usca. 